# 工作物責任
工作物責任（こうさくぶつせきにん）とは、土地の工作物の瑕疵（かし）によって他人に損害を与えた場合に、工作物の占有者・所有者が負う賠償責任をいう（民法第717条）。土地工作物責任ともいう。

## 概要
原則として責任を負うのは工作物の占有者であるが（民法第717条1項本文）、工作物の占有者が損害防止のために必要な注意義務を果たしている場合には工作物の所有者が賠償責任を負う（民法第717条1項但書）。すなわち、一次的には工作物の占有者が責任を負うが、この占有者の責任は損害防止のために必要な注意義務を果たしていたことを立証すれば免責される中間責任であり、占有者が注意義務を果たしていた場合には二次的・補充的に工作物の所有者が無過失責任を負うこととしたものである（所有者の無過失責任につき大判昭和3年6月7日民集7巻443頁）。なお、竹木の栽植や支持についての瑕疵についても注文者や所有者には同様の責任が課される（民法第717条2項）。
ここで、土地の工作物とは「土地に接着して築造した設備」を指し（大判大正元年12月6日民録18輯1022頁）、地上・地下の構築物、例えば、建物、広告塔、水道設備やこれらの設備の一部をなすもの、すなわち、天井、床、エレベーター等が含まれる。